# Brooklin Novo
Cet article possède un paronyme, voir Brooklin.
Brooklin Novo est une zone commerciale moderne de Brooklin, situé dans la ville de Sâo Paulo, au Brésil. 

## Géographie
Appartenant au district d'Itaim Bibi, dans la zone sud-ouest de la ville de São Paulo au Brésil, le quartier est limité par les avenues de Bandeirantes, des Nations unies, de Santo Amaro et de Roberto Marinho.
Il est délimité par le Brooklin Velho et les quartiers de Vila Olímpia, Moema, Vila Cordeiro et le district de Morumbi.                   